# Municipio de Lynchburg
El municipio de Lynchburg (en inglés, Lynchburg Township) es un municipio del condado de Mason, Illinois, Estados Unidos. Tiene una población estimada, a mediados de 2023, de 228 habitantes.

## Geografía
Según la Oficina del Censo, tiene una superficie total de 129.1 km², de los cuales 109.2 km² corresponden a tierra firme y 19.9 km² están cubiertos de agua.

## Demografía
Según el censo de 2020, en ese momento había 237 personas residiendo en la zona. La densidad de población era de 2.2 hab./km². El 96.62 % de los habitantes eran blancos y el 3.38 % eran de una mezcla de razas. Del total de la población, el 0.84 % eran hispanos o latinos de cualquier raza.